# Svalin
Na mitologia nórdica, Svalinn, ou Svalinn, é um escudo que se coloca frente ao Sol. Ele é mencionado no Grímnismál.
| Svalinn heitir, hann stendr sólu fyrir, skjöldr, skínanda goði; björg ok brim, ek veit, at brenna skulu, ef hann fellr í frá. Grímnismál 38, Edição de Guðni Jónsson | Svalin se chama o escudo que fica ante o sol, a divindade refulgente: as pedras e o oceando seriam, eu creio, queimados, se ele saísse de seu lugar. Grímnismál 38, Tradução de Thorpe |  |